# Spirochäten
Spirochäten sind eine Gruppe gramnegativer,  wendelförmiger, sich aktiv bewegender Bakterien, die sich durch einen charakteristischen Bewegungsapparat auszeichnen (siehe unten). Als Krankheitserreger verursachen einige die so genannten Spirochätosen (Spirochätenkrankheiten). Die Ordnung Spirochaetales stellt die einzige Ordnung in der Klasse Spirochaetes dar, die wiederum die einzige Klasse in der Abteilung (Phylum) Spirochaetae bildet. Die Ordnung umfasst vier Familien, nach neuen phylogenetischen Untersuchungen von 2013 wurde vorgeschlagen, die Familien wegen ihrer deutlichen Unterschiede in den Rang einer Ordnung zu erheben.

## Merkmale
Im Gegensatz zu den ebenfalls wendelförmigen (schraubenförmig gewundenen) Spirillen haben Spirochäten keine starre, durch die  Zellwand vorgegebene Gestalt, sondern flexible und biegsame Körper. Sie besitzen nicht wie andere begeißelte Bakterien nach außen ragende Geißeln (Flagellen), sondern sogenannte Endoflagellen (siehe unten). Spirochäten zeichnen sich ferner durch ihren im Verhältnis zur Länge sehr geringen Durchmesser aus. Die sehr charakteristische Gestalt der Spirochäten korrespondiert mit einem vergleichsweise homogenen Genom bei allen Mitgliedern dieser Gruppe. Spirochäten bilden keine Sporen.
Als Besonderheit besitzen sie Tubulin-ähnliche Proteine, die einen Ursprung dieser fast nur in Eukaryoten vorkommenden Strukturen in prokaryotischen Bakterien vermuten lässt.
Die Zell-Enden sind im Allgemeinen nicht hakenförmig gebogen, lediglich für Vertreter der Familie der Leptospiraceae ist dies typisch. Die Mureinschicht in der Zellwand enthält bei den Brachyspiraceae und den Spirochaetaceae die Diaminosäure L-Ornithin als diagnostisch wichtige Aminosäure. Bei den Leptospiraceae übernimmt die Diaminopimelinsäure diese Funktion. Welche Diaminosäure bei den Brevinemataceae auftritt, ist noch nicht geklärt.
In Bezug auf die physiologischen Eigenschaften sind die Spirochäten sehr heterogen. Manche der Bakterienarten sind strikt anaerob, andere  fakultativ anaerob, außerdem sind auch mikroaerophile Arten bekannt. Sie führen alle einen chemoorgano-heterotrophen Stoffwechsel durch, unterscheiden sich aber in den Substraten, die sie verwerten können. Brevinemataceae und Spirochaetaceae verwenden dafür Kohlenhydrate und/oder Aminosäuren, Brachyspiraceae können neben Mono-, Di- und Trisacchariden auch Aminozucker verwerten. Leptospiraceae hingegen sind auf Fettsäuren und Fettalkohole angewiesen.

## Zellstruktur und Bewegungsweisen

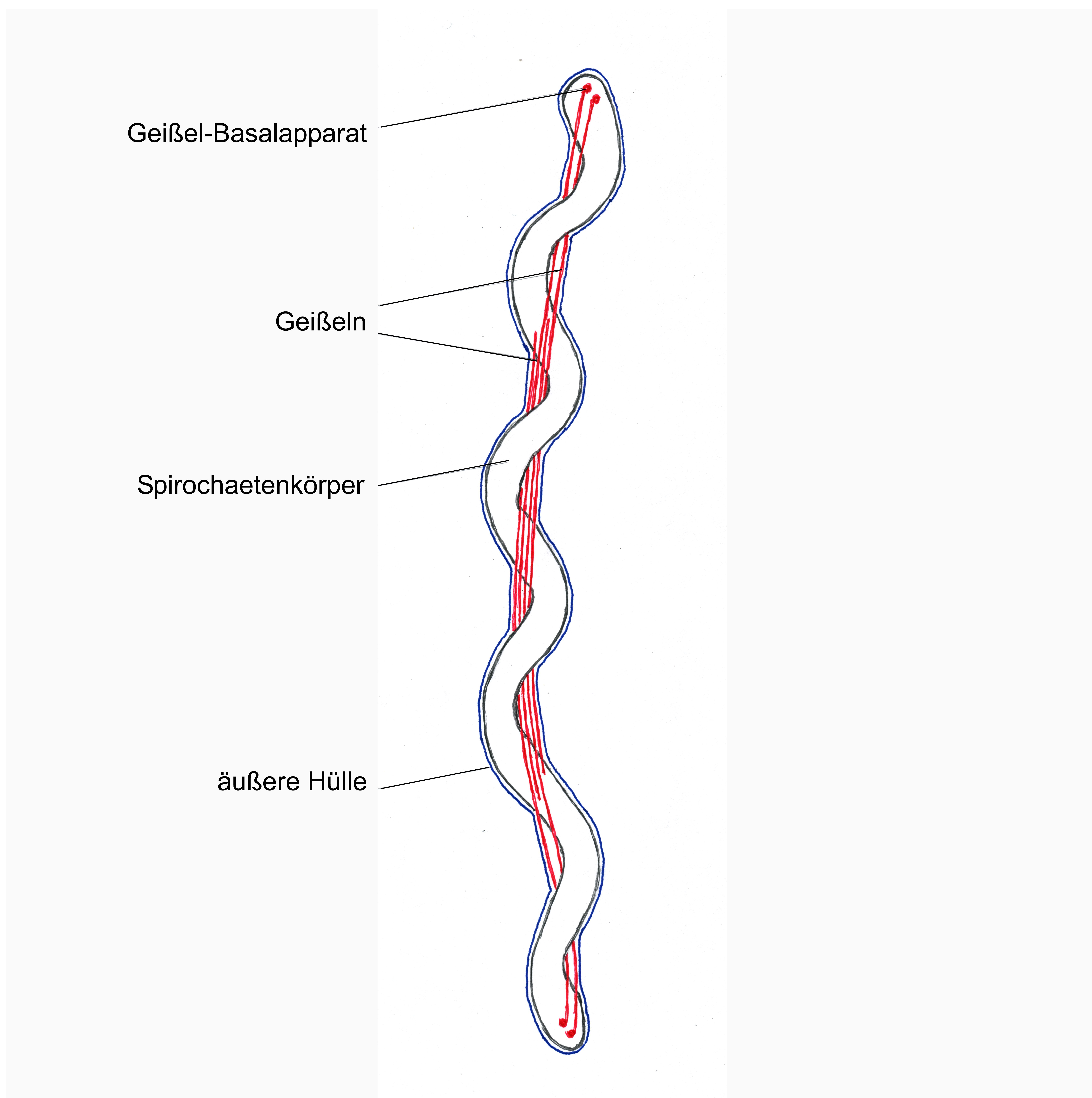
Bild 2: Schematische Darstellung einer Spirochäte

Spirochäten unterscheiden sich durch einen besonderen Aufbau und eine besondere Bewegungsweise von anderen Bakterien (Bild 2). Sie besitzen einen flexiblen, langgestreckten Körper im Gegensatz zu den meisten anderen Bakterien, die eine elastische, durch ihre Zellwand vorbestimmte Form haben. Sie besitzen an jedem Ende ein bis mehrere Flagellen (im Bild rot). Diese sind nicht wie bei anderen Bakterien vom Körper abgewandt, sondern einander zugewandt. Die Flagellen jedes Zellendes überlappen sich meist im mittleren Bereich und bilden zusammen ein von einem Zellende zum anderen reichendes Bündel, das sogenannte Axialfilament. Um dieses Bündel ist der flexible Spirochätenkörper (auch als „Protoplasmazylinder“ bezeichnet) wendelförmig gewunden. Das Ganze, der Körper und das Flagellenbündel, sind von einer Hülle umgeben (im Bild blau). Deswegen wird diese Art von Flagellen auch als Endoflagellen bezeichnet.

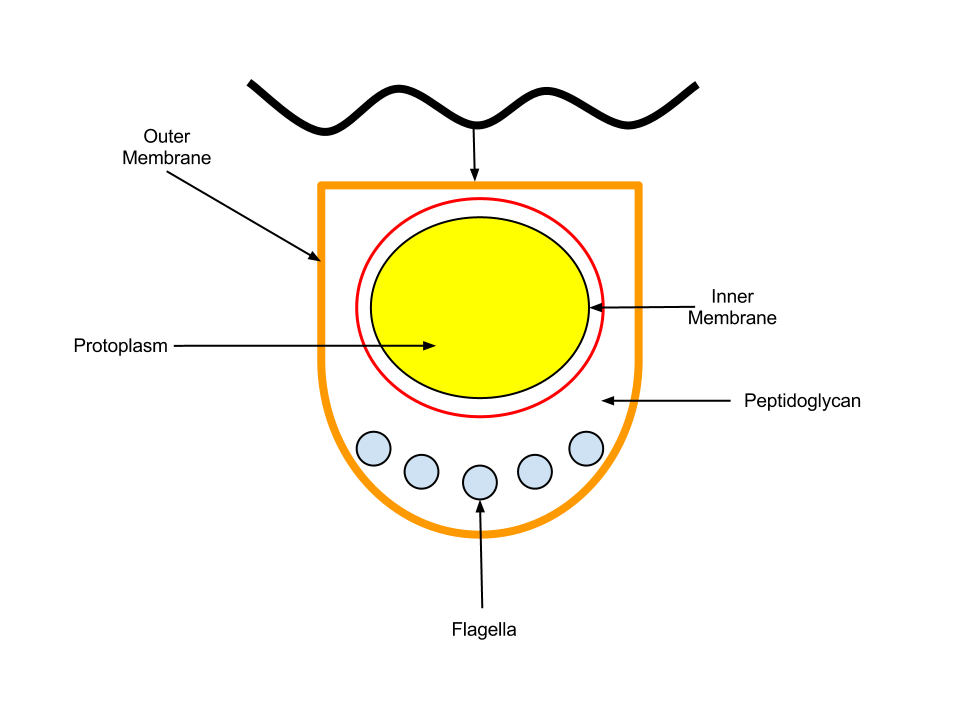
Bild 3: Schematische Darstellung einer Spirochäte im Querschnitt: Outer Membran = Äußere Membran, Protoplasm = Cytoplasma, Flagella = Flagellum, Peptidoglycan = Peptidoglycan, Inner Membran = Innere Membran, d. h. die Zellmembran

Im Querschnitt (Bild 3) ist zu erkennen, dass die Flagellen in einem Bereich zwischen der inneren Membran, die das Cytoplasma umgibt, und der äußeren Membran liegen. In der neueren Fachliteratur wird daher die Bezeichnung periplasmatische Flagellen verwendet. Die Anordnung und Anzahl der periplasmatischen Flagellen variiert bei den verschiedenen Arten in der Ordnung. Manche Arten besitzen nur ein Flagellum, andere Arten, z. B. von Cristispira bis zu 100 Flagellen. Bei Vertretern der Familien der Brachyspiraceae, Brevinemataceae und Spirochaetaceae überlappen sich die Flagellen in der Zellmitte, bei den Leptospiraceae ist das nicht der Fall.
Man nimmt an, dass sich die Spirochäten bewegen, indem die Flagellen wie bei anderen begeißelten Bakterien mittels ihres Basalapparats um ihre Achse gedreht werden. Infolgedessen kommt es mittels Friktion zu einer Rotation des gesamten Körpers, der sich dadurch gewissermaßen durch das umgebende Medium schraubt, so wie ein Korkenzieher durch einen Korken. Diese Bewegungsweise erlaubt den Spirochäten, sich durch hoch viskose Medien zu bewegen, in denen sich andere begeißelte Bakterien, bei denen ihre wendelförmigen, in das Medium ragenden Flagellen wie Propeller funktionieren, nicht fortbewegen können. Spirochäten können so zum Beispiel durch Schleime und Zellgewebe in den Körper eines Lebewesens eindringen, was für die pathogenen Vertreter von Bedeutung ist. Auch in Nährmedien, die 1 % Agar enthalten und damit zu den festen Nährmedien zählen, können sie sich fortbewegen. Allerdings können sie sich in normal viskosen Medien nicht so schnell fortbewegen wie andere Bakterien.
Neben der beschriebenen Bewegungsweise, dem Schrauben durch das Medium, können sie sich auch durch Schlängeln fortbewegen. Man kann vermuten, dass dieses Schlängeln dadurch zustande kommt, dass sich die Endoflagellen im Bündel gegeneinander längs verschieben, jedoch ist der Mechanismus dieser Bewegungsweise noch weitgehend ungeklärt. Die Enden einiger Spirochäten sind hakenförmig gekrümmt. Ob dies der Bewegung dient, etwa wie ein Propeller, ist nicht sicher geklärt.
Es gibt jedoch auch kokkoide (kugelförmige) Spirochäten, die nur mittels Phylogenie den Spirochäten zugeordnet werden können.

## Vorkommen
In Bezug auf das Habitat ist die Gruppe dieser Mikroorganismen sehr heterogen. Sie kommen sowohl in Böden, Gewässern und Gewässerschlamm, wie auch als unschädliche Kommensalen oder Parasiten im Darm von Mollusken und Insekten sowie im Magen-Darm-Trakt und Rachenraum von Säugetieren vor. Bei Säugetieren können sie auch als Nierenparasiten auftreten.

## Systematik
Die Spirochäten (1868 im Blut von Rückfallfieberkranken durch Otto Obermeier entdeckt) stehen isoliert im Stammbaum der Bakterien. Dies wird durch ihre ungewöhnliche Zellstruktur bestätigt. Die Spirochaetae bilden ein eigenes Phylum (eine Abteilung, in der Systematik der Bakterien auch als Divisio bezeichnet), mit nur einer Klasse Spirochaetes und einer Ordnung Spirochaetales. Diese Ordnung besteht aus vier Familien, in dieser Übersicht sind auch die zugehörigen Typusgattungen dargestellt (Stand 2014):
- Brachyspiraceae Paster 2012
  - Brachyspira Hovind-Hougen et al. 1983
- Brevinemataceae Paster 2012
  - Brevinema Defosse et al. 1995
- Leptospiraceae Hovind-Hougen et al. 1979 emend. Levett et al. 2005
  - Leptospira Noguchi 1917 emend. Faine & Stallman 1982
- Spirochaetaceae Swellengrebel 1907 emend. Abt, Göker, Kyrpides & Klenk 2012
  - Spirochaeta Ehrenberg 1835 emend. Pikuta et al. 2009

Nach neuen phylogenetischen Untersuchungen von 2013 durch Gupta u. a. an den Vertretern dieser Spirochäten-Familien wurde vorgeschlagen, die Familien wegen ihrer deutlichen Unterschiede in den Rang einer Ordnung zu erheben (siehe auch Vorschlag einer veränderten Systematik der Spirochaetaceae). Die dafür vorgeschlagenen Namen lauten Brachyspiriales, Brevinematales, Leptospiriales und Spirochaetales. Weiterhin wurde vorgeschlagen, die Gattungen  Borrelia und Cristispira der neu etablierten Familie der Borreliaceae zuzuordnen. Diese Familie steht nach diesem Vorschlag in der Ordnung Spirochaetales. Üblicherweise werden derartige Änderungen erst mit Neuauflage des wichtigen Referenzwerks der phylogenetischen Systematik der Bakterien, Bergey’s Manual of Systematic Bacteriology, anerkannt.

## Für den Menschen gefährliche Arten
Für den Menschen bedeutende Spirochätenkrankheiten sind Leptospirosen (Weilsche Krankheit, Feld- oder Erntefieber und sonstige Leptospirosen), Rückfallfieber und die Rattenbisskrankheit Sodoku.
Obwohl die meisten Spirochätenarten für den Menschen ungefährlich sind, gibt es einige Vertreter, die als gefährliche Krankheitserreger gelten. So ist Treponema pallidum der Erreger der Syphilis und Treponema pertenue der Erreger der Frambösie. Auch unter den Borrelien finden sich pathogene Arten: Läuserückfallfieber wird durch Borrelia recurrentis, das Zeckenrückfallfieber durch Borrelia duttoni und andere und die Lyme-Borreliose (Zeckenborreliose) durch Borrelia burgdorferi hervorgerufen. Die Leptospiren verursachen verschiedene Leptospirosen, die Erreger werden meist von Haustieren oder Ratten übertragen.
Die Übertragung der Spirochäten auf den Menschen kann durch Läsionen der Haut oder Schleimhaut (zum Beispiel durch sexuellen Kontakt) oder durch Bisse von Zecken und Läusen erfolgen.
Brachyspira pilosicoli ist seit 2018 als humaner Dickdarm-Erreger bekannt, der für chronisch intermittierende wässrige Diarrhoe verantwortlich ist.